# Stylidium javanicum
Stylidium javanicum este o specie de plante dicotiledonate din genul Stylidium, familia Stylidiaceae, ordinul Asterales, descrisă de V. Sloot.. Conform Catalogue of Life specia Stylidium javanicum nu are subspecii cunoscute.